# Hồ cầm

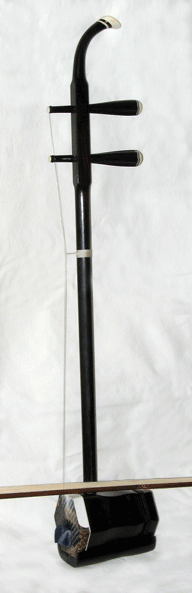
Cây đàn nhị hồ, một trong những loại Hồ cầm phổ biến nhất ở Trung Quốc

Hồ cầm (胡琴; bính âm: húqín) là tên gọi chung của nhiều loại nhạc cụ kéo được sử dụng trong âm nhạc Trung Quốc. Nhiều nhạc cụ tương tự cũng có mặt ở những quốc gia châu Á khác như Mông Cổ, Triều Tiên, Nhật Bản, Việt Nam, Thái Lan, Lào,Campuchia và Indonesia.

## Lịch sử

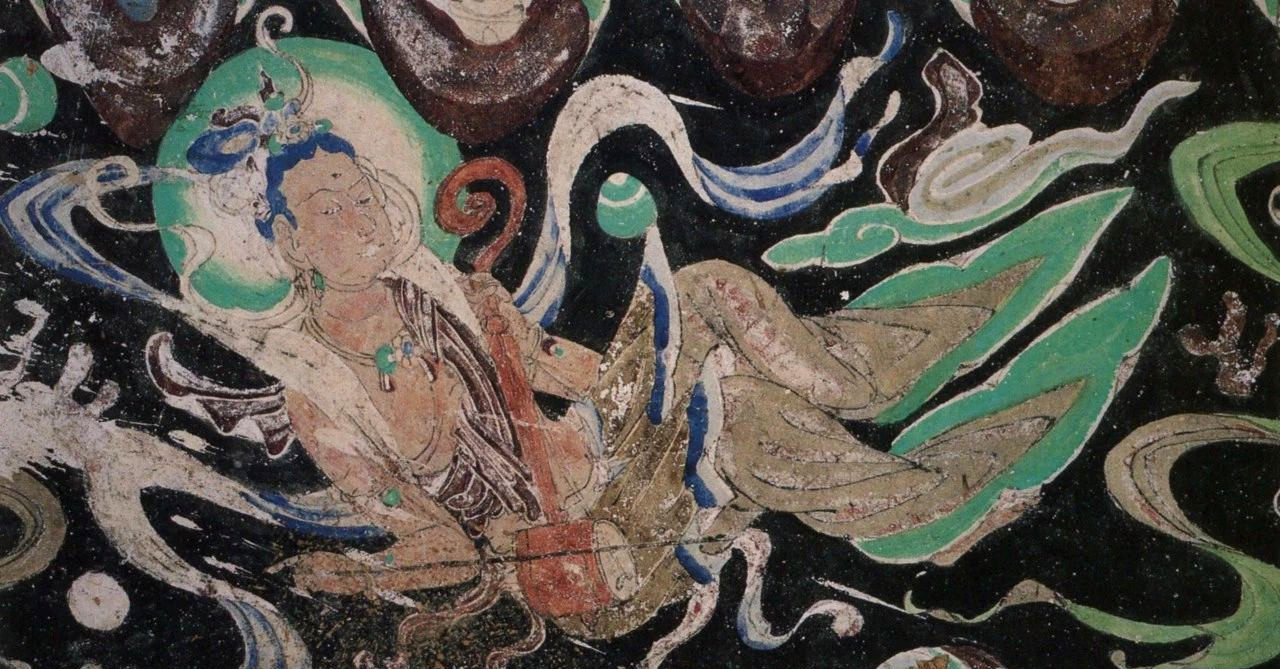
Bức vẽ phi thiên chơi đàn nhị từ hang Du Lâm, Đôn Hoàng, Trung Quốc (1036-1227 trước Công nguyên)

Hồ cầm hiện nay có xuất xứ từ Ấn Độ và vùng Trung Á, được du nhập vào Trung Quốc từ thế kỷ I đến thế kỷ III sau công nguyên từ người Hồ (tên gọi được người Hán dùng để chỉ các dân tộc sinh sống tại vùng giáp giới giữa tây bắc Trung Quốc với các nước Trung Á) trong thời kỳ thịnh đạt của "Con đường tơ lụa". Vì vậy nên người Trung Quốc gọi nó là Hồ cầm (đàn của người Hồ). Người Việt Nam gọi theo ngôn ngữ của mình là đàn hồ. Ban đầu, nó là nhạc cụ của những người du mục, được dùng trong sinh hoạt văn nghệ dân gian và trong các cuộc tế lễ.
Đàn nhị có thể được bắt nguồn từ các nhạc cụ nguyên sinh của người Mông Cổ xuất hiện lần đầu tiên ở Trung Quốc trong triều đại nhà Đường. Nó được cho là đã phát triển từ Hề cầm (奚琴), được cho là có nguồn gốc từ người Xi sống ở phía đông bắc Trung Quốc hiện nay .
Đầu tiên chữ Hán của tên của các nhạc cụ (二, er, hai) được cho là xuất phát từ thực tế là nó có hai dây. Một lời giải thích khác nói rằng nó xuất phát từ thực tế rằng nó là huqin cao thứ hai trong sân cho gaohu trong dàn nhạc hiện đại của Trung Quốc. Ký tự thứ hai (胡, Bính âm: hú) chỉ ra rằng đó là một thành viên của họ hàng hồ cầm, với từ Hồ thường có nghĩa là man rợ. Tên gọi của hồ cầm có nghĩa đen là "công cụ của các dân tộc Hồ", Cho thấy nhạc cụ này có thể có nguồn gốc từ các khu vực ở phía bắc hoặc phía tây của Trung Quốc thường có người dân du mục cư trú ở các bộ tộc của các vương quốc Trung Quốc trong quá khứ.
Hiện nay, hồ cầm có mặt trong hầu hết các dàn nhạc dân tộc cổ truyền Trung Hoa, Việt Nam, Triều Tiên, Hàn Quốc, Đài Loan. Loại đàn này cũng có mặt ở Ấn Độ, Miến Điện, Thái Lan, Campuchia, Indonesia, Thổ Nhĩ Kỳ, một số nước khu vực Tây Á và Kavkaz. Loại nhạc cụ này dần dần được bản địa hóa. Không chỉ người Kinh mà các dân tộc khác ở Việt Nam cũng chế tác đàn hồ cho mình. Ngày nay, đàn hồ có mặt ở hầu hết các dàn nhạc cổ truyền dân tộc Việt Nam. Trong dân gian Trung Hoa thời cổ, có một loại đàn giống với đàn này, được gọi là da hồ
(tiếng Trung: 椰胡; bính âm: yēhú; có bầu đàn làm từ vỏ dừa, mặt đàn bằng gỗ mỏng). Do cấu tạo và tính năng tương tự, nó được coi như một họ hàng của hồ cầm. Nó được sử dụng đặc biệt ở các tỉnh ven biển phía nam của Trung Quốc và Đài Loan. Tại Việt Nam, nhạc cụ này được các thương nhân người Hoa mang tới trong thế kỷ 13. Người Việt gọi nó là đàn gáo. Da hồ được làm từ gỗ trụ hay trắc, thùng đàn cộng hưởng làm bằng gáo dừa hoặc gỗ rỗng đường kính trung bình khoảng 14 cm, một đầu bị bằng da trăn đôi khi dùng da kỳ đà. Cần đàn có hình tròn hoặc vuông không có phím bấm, đầu dưới cần đàn xuyên qua thùng đàn để âm thanh từ dây khi kéo tạo nên âm sắc.
Ngựa đàn làm bằng tre hay gỗ dài 1,5 cm đặt khoảng giữa mặt da. Khuyết đàn làm bằng sợi tơ se giữ 2 dây vào gần sát cần đàn  có tác dụng điều chỉnh độ cao thấp của âm thanh. Cung vĩ làm bằng tre, hoặc gỗ được uốn cong hình cánh cung. Vĩ đàn đặt giữa hai dây, khi đàn vĩ cọ xát vào dây phát ra âm thanh. Da hồ trước dùng dây bằng tơ xe nhưng ngày nay đã thay bằng dây kim loại, dây đàn được lên cách nhau một quãng nǎm. Bởi da hồ là nhạc cụ quan trọng trong họ hồ cầm do đó đàn được dùng nhiều trong biểu diễn kinh kịch, dàn nhạc và đặc biệt giữ vai trò quan trọng trong các dàn nhạc Triều Châu, Khách Gia, Quảng Đông và Phúc Kiến. Ngày nay, da hồ cũng có mặt trong các dàn nhạc hoà tấu lớn ở Trung Quốc.

## Danh sách các loại hồ cầm ở Trung Quốc
Xem bài Danh sách nhạc cụ cổ truyền Trung Quốc

## Những nhạc cụ tương tự ở các quốc gia châu Á

### Campuchia

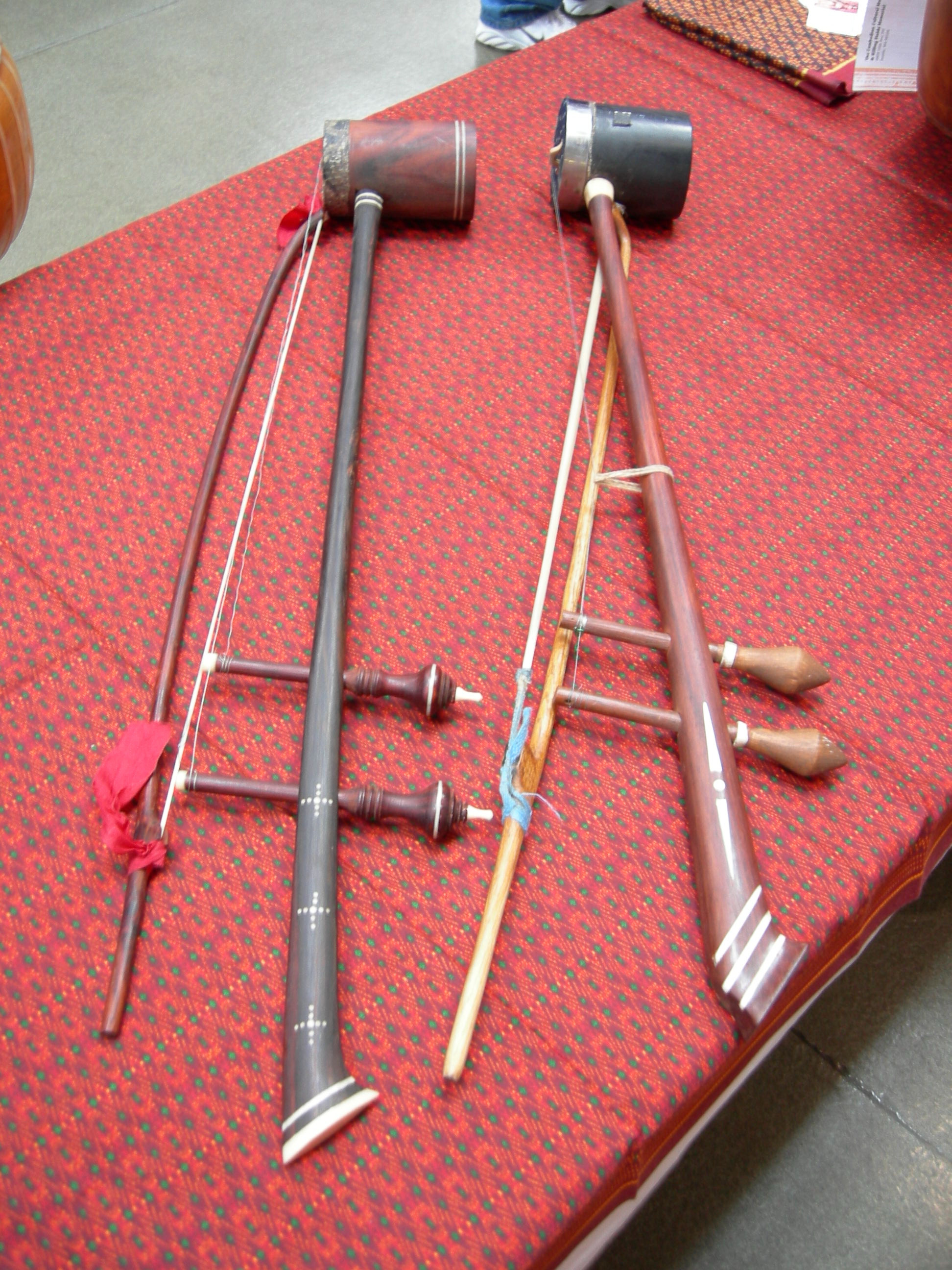
Đàn tro Khmer

Tro (tiếng Khmer: ទ្រ, phát âm tiếng Khmer: [T'ru]) là nhạc cụ dùng vĩ kéo truyền thống của Campuchia.  Những loại tro của Khmer tương tự hoặc có liên quan xa với đàn nhị hoặc hồ cầm Trung Quốc. Chúng có hộp cộng hưởng âm thanh ở dưới cùng của cần đàn, được bọc bằng da hoặc da rắn. Các dây chạy từ các chốt ở đầu thanh và cố định ở dưới cùng, chạy ngang qua hộp âm thanh. Hộp cộng hưởng càng lớn, dải âm càng thấp. Chúng bao gồm:
- - Tro u (tiếng Khmer: ទ្រអ៊ូ ; còn được đánh vần là tro ou): là đàn nhị truyền thống của Campuchia có niên đại ít nhất là từ  thời kỳ Longvek, khoảng 1528–1594, và là loại đàn nhị có âm vực thấp nhất, với các dây được điều chỉnh bằng một quãng 5 , khoảng C - G.[1][2] Hộp cộng hưởng được làm từ một gáo dừa thân tròn có một đầu được bọc bằng da động vật, chẳng hạn như da rắn hoặc da bê. Hai dây của nó trước đây được làm bằng lụa hoặc ruột động vật, dây nylon hoặc dây kim loại, chạy qua ngựa đàn làm bằng tre hoặc gỗ.[1][3] Phía sau gáo dừa có thể được chạm khắc hoặc để trơn. Nó tương tự như đàn xò u của Thái Lan, đàn gáo của Việt Nam và đàn da hồ của Trung Quốc, mặc dù loại đàn nhị sau này có mặt bằng gỗ chứ không phải bằng da động vật. Nó được dùng chơi trong hòa tấu mohori và ayai. Có thể được sử dụng trong dàn nhạc nhà hát Bassac.
  - Tro ou chămhiêng (ទ្រអ៊ូ ចំហៀង): được sử dụng "độc quyền" bởi người Chăm sống ở Campuchia và có hộp cộng hưởng làm từ mai rùa. Nó được chơi trong dàn nhạc nhà hát Bassac và dàn nhạc hát dù kê. Nó vốn xuất xứ từ đàn Kanyi. Thân đàn Kanyi được làm bằng mai rùa vàng. Trên thân mai rùa vàng có gắn một đoạn tre nhỏ đặc cỡ ngón chân cái, dài khoảng 0,65 cm. Ở đầu đoạn tre này có hai cần để kéo dây gọi là hai tai Kanyi. Từ hai cần kéo (hai tai) nối xuống với cây tre bằng một sợi là dây đàn chính của Kanyi. Ngoài ra cần kéo này nối với cây tre bằng lông đuôi ngựa uốn cong như cánh cung. Đây chính là dây kéo của đàn Kanhi để tạo ra âm thanh.
  - Tro sau (ទ្រសោ ធំ) hay tro sau thom: với dây làm từ kim loại được điều chỉnh ở quãng 5 , khoảng D - A. Thom là loại đàn nhị lớn hơn và có âm vực thấp hơn ; thom có nghĩa là "lớn" trong tiếng Khmer. Hộp âm hình trụ có chiều dài khoảng 120 mm và chiều ngang 90 mm trên đầu.[3][4]  Cần đàn có thể dài 620mm. Nó được làm từ gỗ đen nhưng các vật liệu cơ bản hơn đã được sử dụng, chẳng hạn như một cây tre rỗng và mai rùa. Nó được sử dụng trong âm nhạc Hoàng gia Campuchia, arak, kar, mohori và ayai.
  - Tro sau toch (ទ្រសោធំ តូច) là một nhạc cụ Campuchia được sử dụng trong âm nhạc cổ điển của người Khmer. Đây là một loại đàn nhị với thân làm bằng gỗ cứng. Từ toch (តូច) có nghĩa là "nhỏ". Thùng đàn (hình trụ) có kích thước rộng 80mm x dài 115mm, cổ thùng 760mm. Các phép đo chỉ mang tính chất gần đúng vì nhạc cụ này không được tiêu chuẩn hóa. Nó tương đương với xò đuông của Thái Lan. Hai dây kim loại của nó được điều chỉnh ở tone G - D thuộc quãng 5, cao hơn so với dây của tro sau thom.[5]
  - Tro che hay tro chhe (ទ្រឆេ) là đàn nhị nhỏ nhất của họ đàn tro.  Hai dây kim loại của nó được điều chỉnh D — A, cao hơn một quãng tám trên tro sau thom và là quãng cao nhất. Điều chỉnh nhạc cụ là gần đúng trong các hòa tấu Campuchia, và thay đổi theo các nhạc cụ chính như sralay; khi nhạc cụ được chơi trong dàn nhạc bassack (ghép với tro ou thay vì tri sau thom, thì âm điệu của nhạc cụ được điều chỉnh giống như điệu Tro u, cao hơn một quãng tám). Trước đây, dây lụa là tiêu chuẩn, nhưng bây giờ dây nylon hoặc dây kim loại được sử dụng thay thế.  Nó có hộp cộng hưởng hình trụ, được làm bằng gỗ cứng hoặc ngà voi. Tuy không có kích thước tiêu chuẩn;  nhưng hộp cộng hưởng có thể có chiều ngang 65–70 mm và dài 105 mm. Thùng đàn bằng da, được làm bằng da rắn.[6]

### Nhật Bản

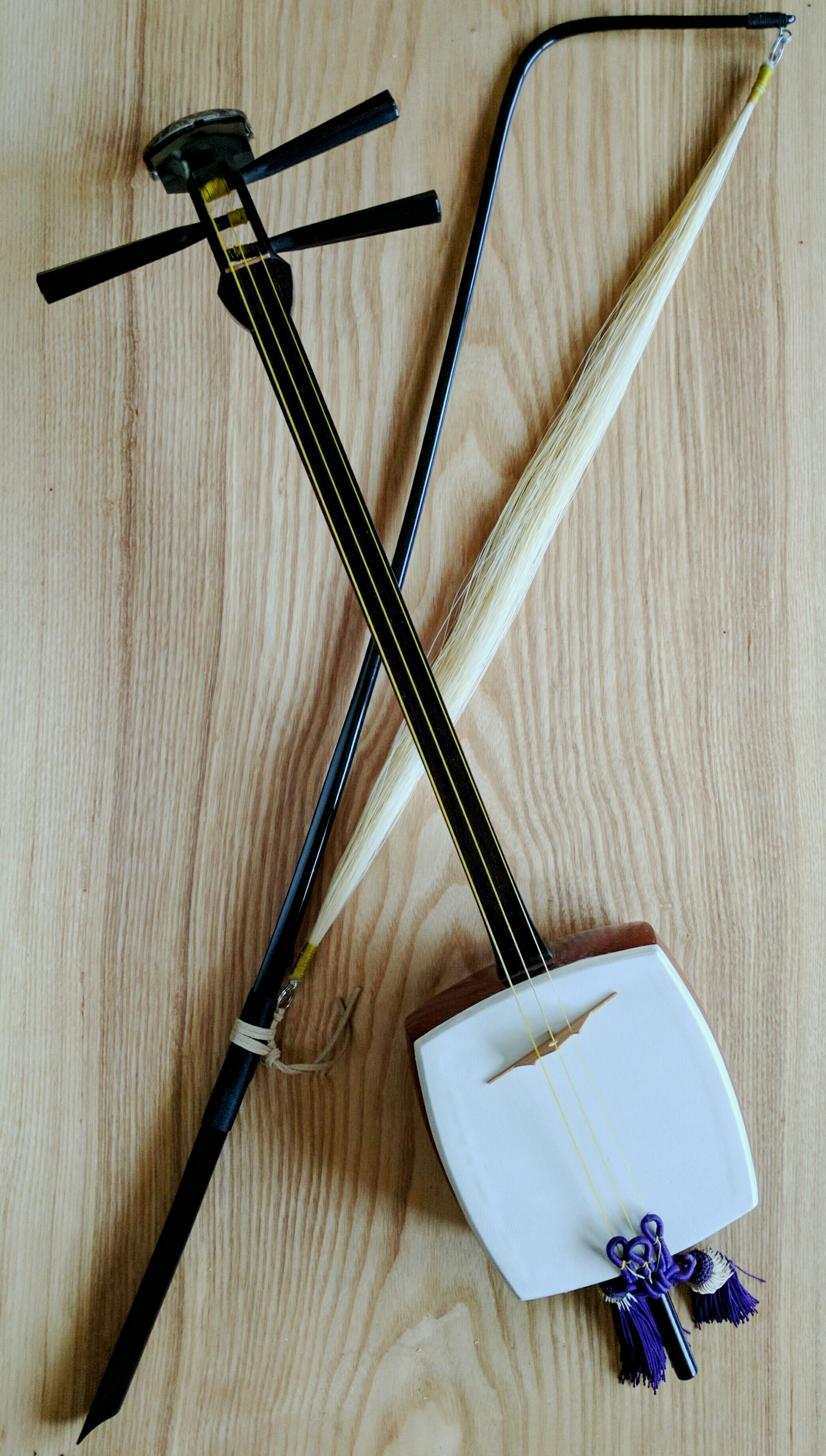
Đàn kokyu Nhật Bản

- Kokyu là loại đàn vĩ kéo 3 dây, có cấu tạo y chang shamisen; cần của nó mỏng và không có phím. Thân hình chữ nhật giống mặt trống của cây đàn được bọc da ở mặt trước và sau giúp khuếch đại âm thanh khi kéo đàn. Da đàn thường được làm bằng da chó hoặc da mèo nhưng trong quá khứ có một loại giấy đặc biệt được sử dụng và nhiều loại nhựa cũng được dùng để làm mặt đàn. Dây đàn thường được làm bằng lụa, gần đây thì nylon cũng được sử dụng làm dây đàn. Cung vĩ của kokyu là cung vĩ rời chứ không mắc liền như những loại hồ cầm khác. Biến thể của nó gồm kokyu 4 và 5 dây.

### Triều Tiên

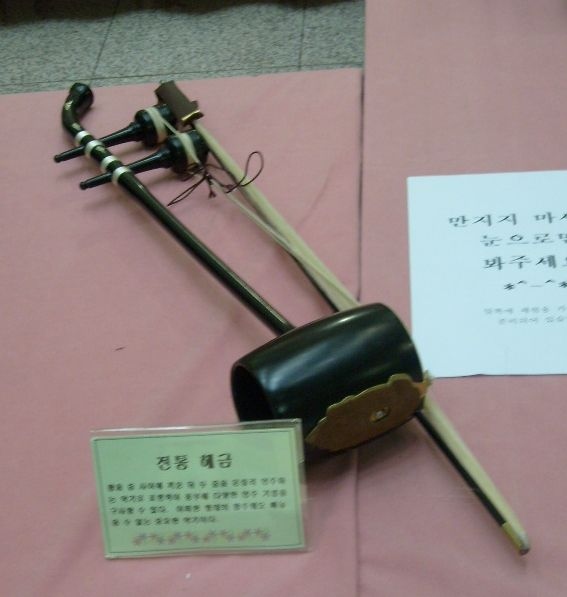
Đàn nhị haegeum (hề cầm) của Hàn Quốc

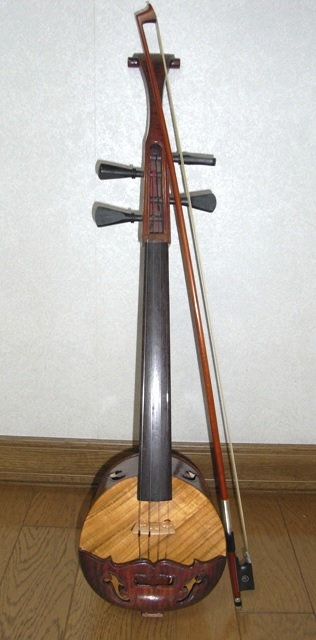
Tứ hề cầm Bắc Triều Tiên

- Hề cầm: loại đàn nhị 2 dây của người Triều Tiên. Đàn nhị Haegeum có bát nhị tròn nhỏ làm từ ống tre và bịt bằng da chó mèo hay miếng gỗ mỏng dán mặt trước bát nhị còn mặt sau để nguyên, dọc nhị hay còn gọi là cán nhị, có gốc cắm xuyên qua lưng bát nhị. Đàn nhị Haegeum chỉ có 2 dây được gắn song song với dọc nhị. Dây đàn được bện bằng bờm ngựa hoặc lông đuôi ngựa. Người chơi đặt bát nhị trên đầu gối, tay trái nắm dọc nhị, tay phải cầm cung vĩ kéo, để dây của cung vĩ cọ xát vào các dây đàn tạo ra âm thanh. Cử nhị Haegeum cũng khác biệt, nó không buộc vào cần đàn mà buộc thắt chéo lên phía 2 trục vặn. Cần đàn cong khác với các loại hồ cầm khác nên có 1 sự đàn hồi nhất định. 2 trục vặn được làm rất to, tay nắm thành hình tròn, xẻ rãnh rồi khoan lỗ rồi quấn dây vào đó.

Đàn nhị Haegeum chia ra làm 2 loại chính: 1 loại tấu chính nhạc (Jeongak), gọi là Jeongak haegeum (정악 해금) với giai điệu giống nhã nhạc cung đình Huế của Việt Nam, loại còn lại có âm thanh giống với thể cách hát nói trong ca trù Việt Nam là sanjo và đôi khi nó còn có âm sắc rầu rĩ bi thương gọi là Sanjo haegeum (산조 해금). Haegeum có âm vực rất cao, cao hơn so với Đàn tranh dùng vĩ kéo ajaeng.
- Tứ hề cầm: Đàn vĩ cầm bốn dây (Bắc Triều Tiên). So với Nam Hàn thì tứ hề cầm sử dụng cung vĩ rời như violin.

### Mông Cổ
- Mã đầu cầm

### Thái Lan

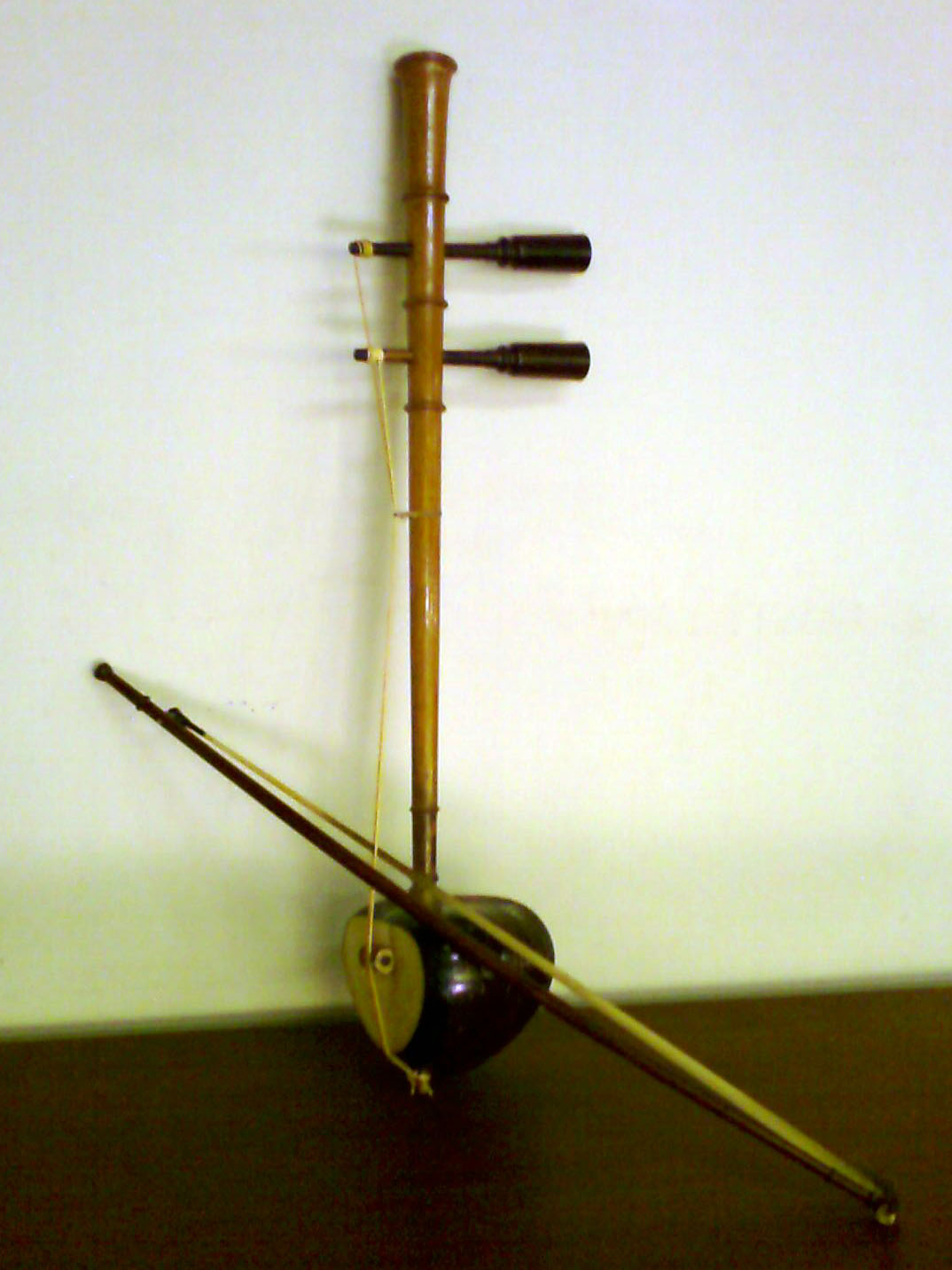
Xò u - đàn nhị trong họ hồ cầm Thái Lan

- Saw (phiên âm tiếng Thái: xò): các loại đàn vĩ kéo của người Thái gồm:
  - Xò đuông: Bát đàn (bát nhị hay hộp cộng hưởng) làm bằng ống tre hình trụ; cần đàn, dây và trục cùng cung kéo mắc liền có cấu trúc tương đương tương tự đàn nhị Việt Nam, hay các loại đàn nhị và hồ cầm có cung vĩ mắc liền của Trung Quốc.
  - Xò u: Cấu tạo như đàn da hồ (đàn gáo) của Trung Quốc hay Việt Nam, cần đàn làm bằng tre, hộp cộng hưởng làm từ gáo dừa hay vỏ quả thốt nốt phơi khô.
  - Xò xảm xài: Đàn vĩ kéo của vùng Sukhothai. Nó có ảnh hưởng từ đàn rebab kiểu Indonesia và đàn tro của người Khmer, Campuchia
  - Xò krapăng (ซอกระป๋อง) - miền Đông Bắc Thái Lan): Nó có hộp cộng hưởng làm từ vỏ lon bằng nhôm. Đây là loại đàn nhị tự chế của Người Thái, có cấu trúc tương tự đàn nhị Việt Nam, hay các loại đàn nhị và hồ cầm có cung vĩ mắc liền của Trung Quốc.
  - Xò bang (Đông Bắc Thái Lan): Nhạc cụ vĩ kéo của người Isản. Nó là ống nứa làm đàn, có hai dây làm bằng tơ tằm, hoặc tách trực tiếp từ thân ống nứa. Ngày nay, ngoài việc sử dụng dây bằng kim loại sắt người ta còn bổ sung thêm dây thứ ba cùng chất liệu. Cung kéo làm từ một thanh tre mỏng, có chiều dài khoảng 45 cm, rộng khoảng 1 cm; dây cung thường được làm từ lông đuôi ngựa nhưng phổ biến là làm từ những sợi cước nhỏ. Tại Việt Nam, dân tộc Thái gọi là xi xa lo hoặc xò lò.
  - Xò píp (ซอปี๊บ): phiên bản lớn hơn của xò krapăng, hộp cộng hưởng làm từ nhôm hay inox loại lớn chế tác thành cái hộp. Cần đàn bằng tre và chốt (trục) bằng gỗ, nó sử dụng dây thép. Âm vực trầm hơn so với xò krapăng. Thông thường, xò píp chỉ dành cho người mù và ăn xin sử dụng cho mục đích hát rong kiếm tiền.
  - Xò lò: Xò lò có cấu tạo nhỏ hơn xò xảm xài và là nhạc cụ của vùng Lan Na. Trước kia xò lò có hai dây làm bằng tơ tằm hoặc vải thổ cẩm Thái. Ngày nay ngoài việc sử dụng dây kim loại, người ta còn bổ sung thêm dây thứ ba cùng chất liệu. Vĩ kéo làm từ một thanh tre mỏng, có chiều dài khoảng 45 cm, rộng khoảng 1 cm. Dây cung được làm từ sợi cước, nhưng để giai điệu êm ái, mượt mà thì dùng vật liệu đuôi ngựa là tốt hơn cả. Thân hoặc hộp cộng hưởng xò lò được làm từ gáo dừa, mặt đàn làm từ da bò hoặc da dê và nỏ hơn so với xò xảm xài. Hai dây đàn của nó mắc qua ngựa đàn hoặc mặt đàn của hộp cộng hưởng. Tổng chiều dài của xò lò ước tính xấp xỉ 1,7 mét. Cần đàn làm từ gỗ hoặc ngà voi, giữa cần được bọc bởi kim loại.

### Tuva
- Byzaanchy

### Cape Verde
- Cimboa

### Ấn Độ
- Ektara

### Indonesia
- Tehyan

### Việt Nam
- Cò ke
- Đàn nhị
- Ong eng: là nhạc cụ dây, chi cung kéo của người Giẻ Triêng. Về hình thức, ong eng cấu tạo tương tự như đàn nhị của người Kinh nhưng chỉ có một dây bằng sắt. Cần đàn là một đoạn tre nhỏ có đường kính khoảng 2,5 cm, dài 97 cm. Hộp cộng hưởng được làm từ một ống tre dài 12 cm, đường kính khoảng 8 cm, mặt đàn bịt bằng da ếch, Cần kéo đơn giản là một thanh tre vót mỏng. Khi diễn tấu, người chơi ong eng ngồi bệt dưới đất, dùng ngón cái và ngón trỏ bàn chân phải kẹp vào phía sau của hộp cộng hưởng để giữ hộp đàn, tay phải kéo, tay trái vừa giữ đàn vừa vuốt vào dây đàn để điều chỉnh cao độ. Ong eng có thể được dùng để độc tấu, hòa tấu cùng với đang M'bin puil hoặc đệm cho hát.
- T'Rơbon là nhạc cụ chi kéo của người Chứt ở Hà Tĩnh. Nhìn bề ngoài, thân đàn trông giống như một chiếc điếu cày gắn bó với người nông dân miền Bắc. Đó là một ống nứa dài chừng 70 cm (có thể tương ứng với một đốt rưỡi hoặc hai đốt ống nứa), đường kính chừng 5 cm.

Phần đầu của ống nứa cắt bỏ hai bên, chỉ để lại hai mẫu nhỏ đối xứng nhau qua trục ống (tạm gọi là tai đàn), cao chừng 3 cm, rộng khoảng 1,5 cm. Một tai đàn được đàn T'Rơbon nguyên bản gọt vát để có thể làm chỗ tỳ khi chơi hoặc để buộc dây leo. Bên tai kia dùng để buộc cố định một đầu dây đàn bằng cách cuốn nhiều vòng.
Thân đàn chính là toàn bộ chiều dài ống tính từ dưới tai đàn, cũng đồng thời là hộp cộng hưởng của đàn. Điểm độc đáo là đoạn cuối thân ống, khoảng 30 cm được bổ làm đôi theo chiều dọc thân, một phần già hơn tạm gọi là lưng đàn, phần còn lại non hơn một chút gọi là mặt đàn. Về hình thức, phần lưng cũng chính là cần đàn, còn mặt đàn chính là phím đàn. Có thể gọi đoạn thân từ chỗ bổ đôi này trở xuống là đuôi đàn.
Dây đàn làm bằng sợi tơ hoặc cước (cỡ tương đương với dây to của đàn nguyệt). Có hai dây được căng dọc theo chiều dài thân đàn về phía mặt phím. Điểm đặc biệt là tuy hai dây nhưng thực chất chỉ có một sợi, do cách căng dây đàn chia làm hai lần. Đầu tiên, một đầu sợi cước được gài vào gốc đuôi đàn kéo lên rồi được cố định bằng cách cuộn vào tai đàn theo hướng từ phải sang trái, từ trong ra ngoài. Sau đó tiếp tục căng dây thứ hai (lần hai) bằng cách kéo từ tai đàn trở xuống song song với dây thứ nhất rồi gài vào gốc đàn để cố định toàn bộ.
Vĩ kéo của đàn T'Rơbon là một cật nứa dẹt, chiều dài tương đương với thân đàn (khoảng 68 – 70 cm), bản rộng chừng 1 cm.